# 14901 Hidatakayama
14901 Hidatakayama è un asteroide della fascia principale. Scoperto nel 1992, presenta un'orbita caratterizzata da un semiasse maggiore pari a 2,6929955 UA e da un'eccentricità di 0,1733756, inclinata di 12,33126° rispetto all'eclittica.